# Jocelin di Molfetta
Jocelin o Joscelin di Molfetta, italianizzato in Gozolino o Gozzelino (... – dopo il 1071), fu un conte normanno di Molfetta, sulla costa adriatica dell'Italia meridionale.
Ribellatosi alla guida del duca Roberto il Guiscardo forse nel 1064 e sicuramente poi nel 1067, fu sconfitto e passò al servizio dell'impero bizantino nel 1068.
Esistono alcune prove che Joscelin ricevette il comando di alcune truppe in Grecia. Nel 1071, guidò una flotta per contrastare l'assedio normanno di Bari, ma fu intercettato e catturato, trascorrendo il resto della sua vita in prigionia. Attraverso la figlia, di cui non si conosce il nome, i suoi discendenti continuarono a governare Molfetta nel secolo successivo.

## Biografia

### Primi anni
Amato di Montecassino, uno degli autori più prolifici relativi alla conquista normanna dell'Italia meridionale, lo chiama Gazoline de la Blace. Goffredo Malaterra lo chiama invece Gocelinus de Orencho, il che potrebbe significare che apparteneva alla famiglia Hareng. Talvolta lo si è identificato con un certo Joscelin de Hareng, il quale impedì a un giovane Roberto il Guiscardo di attaccare fisicamente suo fratello maggiore, il conte Umfredo d'Altavilla, durante un'accesa discussione insorta poco dopo il 1050.
Il 26 giugno 1066 a Molfetta, Joscelin e suo genero, Amico, eseguirono una donazione al Complesso della Santissima Trinità a Venosa. In tale documento Joscelin viene indicato come conte (Gozzulino comite de Molfetta). Oltre alla città portuale di Molfetta, ricevette dal duca Roberto anche la signoria di Barletta, che era appartenuta al conte Pietro di Trani fino alla morte di quest'ultimo (avvenuta prima del 1064).

### Rivolta
La Cronaca anonima di Bari riporta che nel 1064 Leone Perenos, governatore bizantino di Dyrrachion al di là dell'Adriatico, iniziò ad avvicinare a lui i nobili normanni promettendogli delle "ricompense". Tra questi, il più importante a essere stato convinto fu Joscelin. Secondo la Cronaca, egli guidò poi una flotta contro delle imbarcazioni normanne in Calabria (dove all'epoca si trovava il duca Roberto), incendiando una chelandia. A tale evento si ascrive tradizionalmente l'inizio della prima rivolta condotta contro Roberto il Guiscardo, ma più di recente si è sostenuto che la Cronaca ritiene erroneamente che gli eventi avvennero nel 1064, anziché nel 1067. Un filone alternativo sostiene che gli eventi del 1064 come non direttamente collegati alla ribellione che scoppiò tre anni più tardi.
Joscelin fu certamente coinvolto nella rivolta del 1067-1068, a cui partecipò assieme a tre dei suoi stessi nipoti, ovvero i due fratelli Goffredo di Conversano e Roberto di Montescaglioso, e il loro cugino Abelardo, al quale il Guiscardo aveva tolto l'eredità alla morte del padre, il duca Umfredo, sette anni prima. Pare che Joscelin avesse consegnato due dei suoi figli a Perenos come ostaggi per la sua lealtà, in cambio di denaro per finanziare la rivolta. All'inizio del 1068, il duca Roberto aveva sconfitto i ribelli e Joscelin, insieme a un altro comandante, Ruggero Toutebove, fuggì a Costantinopoli, la capitale dell'impero bizantino. Suo genero, tuttavia, fu graziato e apparentemente riuscì a mantenere il controllo di Molfetta.

### Al servizio dei bizantini
Secondo Goffredo Malaterra, Joscelin era particolarmente apprezzato dall'imperatore Romano IV Diogene «perché era risoluto nelle armi ed esperto di strategia». Nel raccontare gli eventi del 1071, Malaterra lo definisce Joscelin «di Corinto» (Gozelinus de Corintho), circostanza che lascia intuire che avesse ricevuto il comando di un'unità in Grecia. Le cronache italiane di epoca successiva gli attribuiscono il titolo di duca.
Nel febbraio del 1071, Joscelin guidò una spedizione di soccorso per fornire sostegno ai greci impegnati nell'assedio di Bari, scatenato da Roberto il Guiscardo nell'agosto del 1068 dopo aver sedato la ribellione pugliese. Secondo Amato, Joscelin trasportava molto oro e altri oggetti di valore con cui corrompere gli assedianti. Saputo dell'arrivo dei soccorsi, i baresi furono lietissimi e attesero carichi di speranza, ma quando Roberto lo seppe ordinò alle sue navi di recarsi al largo e di contrastare l'arrivo nemico. Secondo Goffredo Malaterra, malgrado risulti improbabile, i romei scambiarono le navi normanne con quelle baresi, pensando che stessero arrivando loro incontro. La lotta fu serrata, ma coloro che avevano attaccato per primi prevalsero, affondando nove delle venti navi impegnate nella lotta. Jocelin stesso, a bordo del vascello più grande, finì catturato e si arrese per avere salva la vita. Dopo alcune settimane, i comandanti di Bari compresero che non vi era alcuna possibilità di salvezza e alcuni decisero di consentire l'accesso agli ostili, malgrado le preghiere di quella parte di popolazione che temeva rappresaglie. Al contrario, Roberto si dimostrò clemente e, il 16 aprile 1071, cavalcò entusiasta assieme al fratello nella città appena espugnata, che era stata bizantina sin dai tempi di Giustiniano I.
La vittoria su Bari ebbe un significato storico rilevante: una grande potenza marittima, quella di Bisanzio, era stata sconfitta da coloro i quali, come segnala Guglielmo di Puglia, erano apparsi fino ad allora «inesperti di battaglie navali». Stando al Goffredo Malaterra, al momento della cattura Joscelin era «vestito di tutto punto alla greca» e così fu fatto sfilare davanti alle truppe assedianti.
Guglielmo di Puglia riferisce infine che, a seguito della sua cattura «Joscelin condusse una vita infelice rinchiuso in prigione per lungo tempo; attraversò molti travagli e le sue sofferenze si protrassero fino alla fine della sua vita».

### Fonti primarie
- Guglielmo di Puglia, Gesta Roberti Wiscardi, a cura di M. Mathieu, n. 4, Palermo, Istituto Siciliano di Studi bizantini e neoellenici, 1961.
- Amato di Montecassino, Storia dei Normanni, a cura di Fabio Frinzi Russo, ed. eBook, Pubblicazione indipendente, 2023, ISBN 979-88-65-44102-1.

### Fonti secondarie
- (EN) Gordon S. Brown, The Norman Conquest of Southern Italy and Sicily, McFarland, 2003.
- (EN) Paul Brown, Perceptions of Byzantine Virtus in Southern Italy, from the Eighth to Eleventh Centuries, in Bronwen Neil e Lynda Garland, Questions of Gender in Byzantine Society, Ashgate, 2013,  pp. 11-28.
- (EN) Paul Brown, Mercenaries to Conquerors: Norman Warfare in the Eleventh- and Twelfth-Century Mediterranean, Pen & Sword Military, 2016.
- (DE) Wolfgang Jahn, Untersuchungen zur normannischen Herrschaft in Suditalien (1040–1100), Peter Lang.
- (EN) Graham Loud, The Age of Robert Guiscard: Southern Italy and the Norman Conquest, Harlow, Pearson Educational, 2000.
- John Julius Norwich, I normanni nel Sud: 1016-1130, traduzione di Elena Lante Rospigliosi, ed. eBook, Sellerio Editore srl, 2021, ISBN 978-88-38-94288-4.
- Levi Roach, I normanni, traduzione di Paola Marangon, ed. eBook, Mondadori, 2023, ISBN 978-88-35-72819-1.